# Fabiola Herrera
Fabiola Johana Herrera Zegarra (Perú, 18 de junio de 1987) es una futbolista profesional peruana que juega como defensa central para Universitario de Deportes de la Liga peruana y la selección del Perú.

## Trayectoria
Tuvo como afición el futbol desde pequeña. Debido al sexismo y a los roles de género tuvo que jugar a escondidas la mayor parte de su infancia y adolescencia. Siendo niña se hacía pasar por "Juan Lucho" para poder integrar equipos conformados por niños. Su hermano Jhoel Herrera, ya siendo jugador profesional de primera división, habló sobre el talento de Fabiola en 2005 con Javier Arce, por entonces director técnico de la Selección femenina de fútbol del Perú para que hiciera una prueba a Fabiola. Sin ser parte de un equipo profesional, la jugadora aprobó pasando directamente al equipo que representó a su país en el Campeonato Sudamericano Femenino de 2006, mismo que ganó un tercer lugar.
Fue contratada por JC Sport Girls y fundó una escuela de futbol en la ciudad de Callao. En 2019, tras actuar destacadamente en los Juegos Panamericanos celebrados en Lima se convirtió en la primera jugadora peruana en firmar un contrato fuera de su país, al ser fichada por Millonarios Fútbol Club de Colombia mientras jugaba para el Sporting Cristal. Antes de Herrera otras jugadoras integraron equipos fuera de Perú pero sin un contrato.
También es una jugadora de fútbol sala, siendo seleccionada peruana en la Copa América Femenina de Futsal 2017 para Perú.

## Clubes
| Club                      | País     | Año             |
| ------------------------- | -------- | --------------- |
| Sport Gris                | Perú     | 2012 - 2018     |
| Millonarios FC            | Colombia | 2018            |
| Sporting Cristal          | Perú     | 2019            |
| Universitario de Deportes | Perú     | 2020 - presente |